# Josh Freese

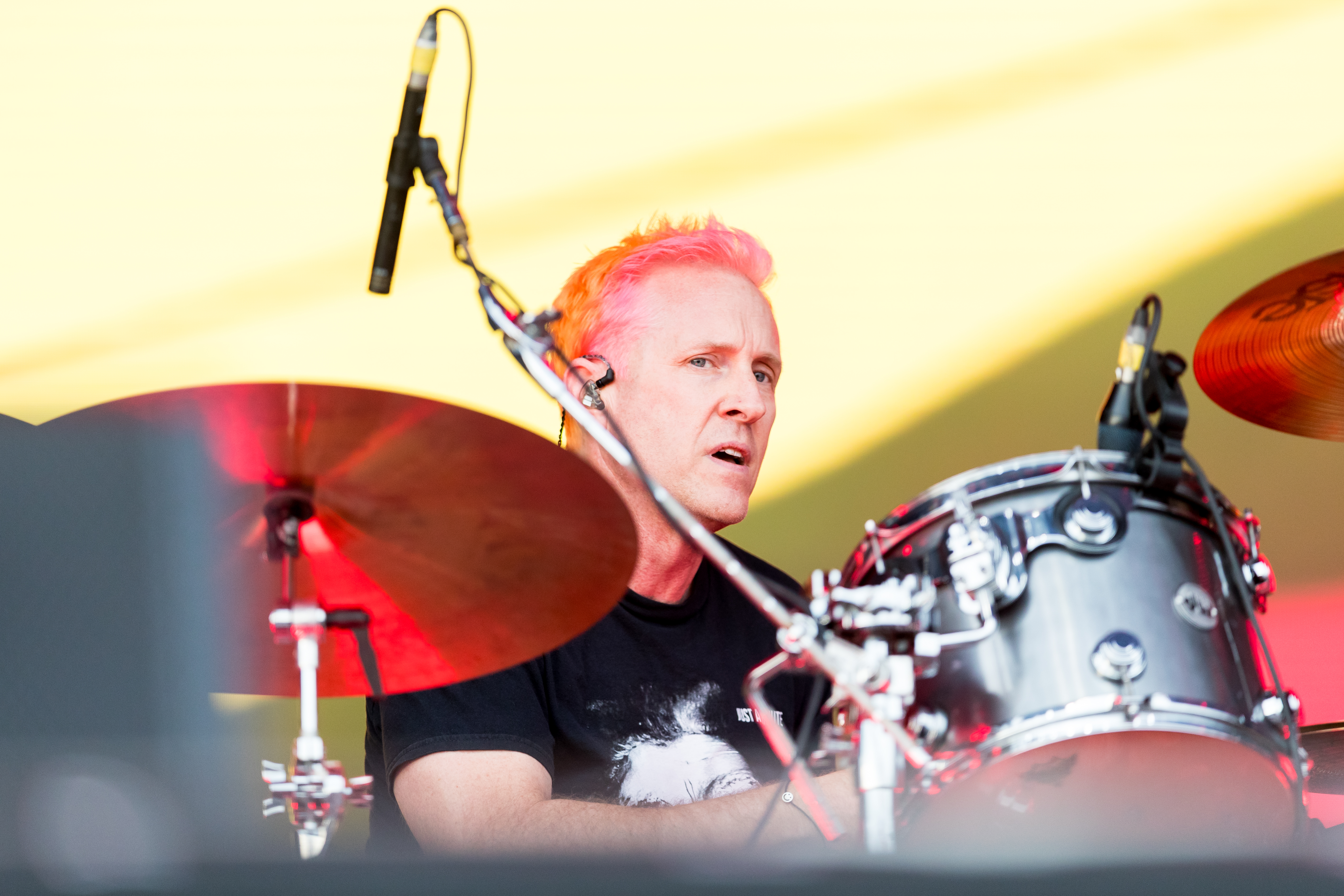
Freese mit The Offspring, 2022

Josh Freese (* 25. Dezember 1972 in Orlando, Florida) ist ein US-amerikanischer Schlagzeuger. 

## Leben
Er lebt seit seinem sechsten Lebensmonat in Südkalifornien und wuchs in einer musikalischen Familie auf: Der Vater leitete die Disneyland Band, die Mutter war klassische Pianistin und sein Bruder Jason Freese spielt bei Green Day Saxophon und Keyboards bei Auftritten.
Von Mai 2023 bis Mai 2025 war Freese Schlagzeuger der Foo Fighters. Er spielt seit seinem 7. oder 8. Lebensjahr Schlagzeug. Seit seinem 12. Lebensjahr spielt er professionell, und mit 15 begann er mit Tourneen und Plattenaufnahmen. Seine erste Band war Dweezil Zappa, dann folgten The Vandals, zu denen er immer noch gehört. Außerdem gehört er zur festen Besetzung von A Perfect Circle, und auch bei Devo gehörte er zur Band. Des Weiteren ist er auch als Studiomusiker tätig und wirkte in dieser Funktion nach eigener Schätzung aus dem Jahr 2003 an 250 bis 300 Alben mit, unter anderem von Paramore, The Offspring, 311, Avril Lavigne, Kelly Clarkson, Chris Cornell, Evanescence, Guns N’ Roses, Juliana Hatfield, Mike Ness, Nine Inch Nails, Paul Westerberg, Perry Farrell, Seether, Sting und Suicidal Tendencies. Des Weiteren: Puddle of Mudd, Meredith Brooks, Infectious Grooves, Black Light Burns, Rob Zombie und Static-X. Er war auch als Drummer bei der Performance 2007 und Performance 2008 Tour von Nine Inch Nails tätig. 2009 veröffentlichte er sein Solo-Album, das in verschiedenen Versionen zu Preisen von sieben Dollar bis 75.000 Dollar erschien. Auch spielte er im selben Jahr mit Slash dessen Soloalbum Slash mit ein, das im Frühjahr 2010 erschien. Nach dem Tod von Drummer Taylor Hawkins war er zwei Jahre lang festes Mitglied der Foo Fighters. Am 16. Mai 2025 verkündete Freese auf seinem Instagram-Kanal, dass die Band sich entschlossen habe, ihn als Drummer zu ersetzen. Seit Juli 2025 ist Freese wieder Schlagzeuger der Nine Inch Nails.